# محمد إقبال (لاعب كريكت)
محمد إقبال (31 ديسمبر 1973 بلاهور في باكستان - ) هو لاعب كريكت كندي. شارك مع منتخب كندا الوطني للكريكت. أما مع النوادي، فقد لعب مع Rawalpindi cricket team ‏.